# Вебер, Георг
Георг Вебер (нем. Georg Weber; 10 февраля 1808, Бад-Бергцаберн, Южный Вайнштрассе — 10 августа 1888, Гейдельберг) — немецкий историк, филолог и педагог.

## Биография
Был учителем, а потом директором Высшей городской школы в Гейдельберге. Известность учёного он приобрёл сочинением «Кальвинизм и его отношение к государству» («Der Calvinismus im Vernältniss zum Staat», Гейдельберг, 1836), за которым появились:
- «Geschichte der engl. Reformation» (2 т. Лейпц., 1845—53);
- «Lehrbuch der Weitgeschichte» (19 изд., Лейпц., 1883 г.);
- «Weltgeschichte in übersichtlicher Darstellung» (19 изд., Лейпциг, 1885);
- «Geschichte der deutschen Literatur» (11 изд., Лейпц., 1880).
- «Das vaterländische Element in der deutschen Schule» (Лейпц., 1856, 2 изд. 1865);
- «Germanien in den ersten Jahrhunderten seines geschichtlichen Lebens» (Берлин, 1862);
- «Fr. Chr. Schlosser, der Historiker, Erinnerungsblätter» (Лейпциг, 1876),
- «Heidelberger Erinnerungen» (Штутг., 1886)
- «Geschichtsbilder aus verschiedenen Zeitaltern und Nationen» — собрание его небольших исторических статей.

Главная работа Вебера — «Всеобщая история для образованных классов» («Allgemeine Weltgeschichte für die gebildeten Stände», 15 т., Лейпциг, 1857—80). Это сочинение переведено на русский язык со второго издания, которое было составлено при участии известных специалистов-историков (первые 12 томов переведены Н. Г. Чернышевским, под псевдонимом Андреева, а 13 и 14 тома В. Неведомским, 1891). Кроме того, на русский язык переведены краткая история Вебера (3 выпуска, перевод Н. Соколова[уточнить]) и четырёхтомный курс (перевод В. Ф. Корша).
Написал автобиографию: «Mein Leben und Bildungsgang» (Лейпц., 1883).
Отец немецкого математика Генриха Вебера (1842—1913). На его дочери был женат теолог Генрих Юлиус Хольцманн (1832–1910).